# Saint-Marcel (Indre)
Saint-Marcel è un comune francese di 1 671 abitanti situato nel dipartimento dell'Indre nella regione del Centro-Valle della Loira.

## Società

### Evoluzione demografica
Abitanti censiti